# خوانس
خوان استوان آریستیزابال واسکوئز (به اسپانیایی: Juan Esteban Aristizábal Vásquez) که بیشتر با نام خوانس شناخته شده‌است خواننده-ترانه‌سرای اهل کلمبیا است. عمده شهرت او به خاطر عضویتش در گروه هوی متال Ekhymosis و پس از آن به‌خاطر فعالیت‌های موسیقی تکی‌اش بوده‌است.
آلبوم‌های خوانس تا به‌حال بیش از ۱۳ میلیون نسخه فروش داشته‌است. او تا به‌امروز ۱۷ جایزهٔ گرمی لاتین را از آن خود کرده که از این نظر در میان دیگر ستاره‌های موسیقی لاتین، رکورددار است. خوانس همچنین در سال ۲۰۰۸ و برای آلبوم زندگی... یک لحظه‌است جایزهٔ گرمی «بهترین آلبوم لاتین پاپ سال» را دریافت کرده‌است.
اولین آلبوم شخصی خوانس با نام مرکز توجه که در سال ۲۰۰۰ منتشر شد ۳ جایزهٔ گرمی لاتین را برایش به ارمغان آورد. دومین آلبوم استودیویی او به‌نام یک روز معمولی که در سال ۲۰۰۲ روانهٔ بازار شد باعث شهرت جهانی خوانس شد. این آلبوم ۲ سال پیاپی در «جدول پرفروش‌ترین آلبوم‌های لاتین مجلهٔ بیلبورد» حضور داشت و ۹۲ هفته جزو ۱۰ آلبوم اول آن جدول بود.
آلبوم سوم خوانس خون من نام داشت که در سال ۲۰۰۴ منتشر شد و موفقیت آلبوم قبلی را تکرار کرد. خوانس در پی انتشار این آلبوم یک تور جهانی برگزار کرد و در سال ۲۰۰۵ خون من رده‌های بالای جدول فروش کشورهای غیر اسپانیولی زبان مانند آلمان، سوئیس و ایتالیا را فتح کرد.
چهارمین آلبوم خوانس در سال ۲۰۰۷ و با نام زندگی... یک لحظه‌است روانهٔ بازار شد. تک‌آهنگ اصلی آن آلبوم «این منو عاشق می‌کنه» بود که در ۱۴ کشور تبدیل به پرفروش‌ترین تک‌آهنگ روز شد.
پنجمین و آخرین آلبوم استودیویی خوانس P.A.R.C.E.‎ نام دارد که در ماه‌های پایانی سال ۲۰۱۰ منتشر شد.

## ترانه‌شناسی
نوشتار اصلی: ترانه‌شناسی خوانس

### آلبوم‌های استودیویی
| نام آلبوم                  | سال انتشار |
| ۱. Fíjate Bien             | ۲۰۰۰       |
| ۲. Un Día Normal           | ۲۰۰۲       |
| ۳. Whitechocolatespaceegg  | ۲۰۰۴       |
| ۴. La Vida... Es un Ratico | ۲۰۰۷       |
| ۵. P.A.R.C.E.              | ۲۰۱۰       |

## پی‌نوشت
1. ↑  La Vida... Es un Ratico
2. ↑  Fíjate Bien
3. ↑  Un Día Normal
4. ↑  Mi Sangre
5. ↑  Me enamora
6. ↑  مخفف واژهٔ "parcero" که در لفظ عامیانهٔ اهالی کلمبیا «رفیق» معنی می‌دهد